# Astragalus iodanthus
Astragalus iodanthus es una especie de planta del género Astragalus, de la familia de las leguminosas, orden Fabales.

## Distribución
Astragalus iodanthus se distribuye por Estados Unidos.

## Taxonomía
Fue descrita científicamente por S. Wats. Fue publicada en Botany [Fortieth Parallel] 70 (1871).